# Il faut naître à Monaco
Pistes de Le Costume blanc
Et si tu n'existais pas
(1) Chanson triste
(3)
Il faut naître à Monaco est une chanson de Joe Dassin parue en 1975 sur l'album Le Costume blanc. Elle figure également en face B de Ça va pas changer le monde qui est le premier single de l'album sorti en janvier 1976. Elle est écrite par Pierre Delanoë et Claude Lemesle sur une musique de Joe Dassin. Avec une durée de 2 minutes et 2 secondes, la chanson est la plus courte de l'album.
La chanson met en avant la principauté de Monaco sur un ton humoristique et se démarque des ballades de l'album. Les paroles, basées sur des dictons familiers et des clichés sur la principauté, évoquent notamment la phrase « pour pas payer d'impôt il faut naître à Monaco », en référence au fait que Monaco ne prélève pas d'impôts sur le revenu,,.
Joe Dassin interprète la chanson dans l'émission Numéro un du 24 janvier 1976, accompagné par le ballet Barry Collins et Carlos.

## Listes des pistes
| A. | Ça va pas changer le monde | Pino Massara | Pierre Delanoë, Claude Lemesle, Vito Pallavicini | 3:20 |
| B. | Il faut naître à Monaco    | Joe Dassin   | Delanoë, Lemesle                                 | 3:25 |

## Crédits
- Joe Dassin – chant, composition
- Claude Lemesle et Pierre Delanoë – paroles
- Johnny Arthey – orchestre
- Bernard Estardy – ingénieur du son
- Jacques Plait – réalisateur artistique
- Bernard Leloup – photographe

## Classements
| Classement (1976)                       | Meilleure position |
| --------------------------------------- | ------------------ |
| Belgique (Wallonie Ultratop 50 Singles) | 2                  |